# Afton, Minnesota
Afton är en ort i Washington County i Minnesota. Vid 2010 års folkräkning hade Afton 2 886 invånare.